# Woodplumpton
Woodplumpton is een civil parish in het bestuurlijke gebied Preston, in het Engelse graafschap Lancashire met 2154 inwoners.